# Anaphe infracta
Anaphe infracta är en fjärilsart som beskrevs av Walsingham. Anaphe infracta ingår i släktet Anaphe och familjen tandspinnare. Inga underarter finns listade i Catalogue of Life.